# Lahsinate
Lahsinate (franska: Lahsinate (CR), Lahsinate (Commune Rurale), arabiska: لكدادرة) är en kommun i Marocko.   Den ligger i provinsen Essaouira och regionen Marrakech-Safi, i den centrala delen av landet, 400 km sydväst om huvudstaden Rabat. Antalet invånare är 5 324.